# 硫酸鉛(II)
硫酸鉛(II)（りゅうさんなまり(II)、Lead(II) sulfate）は、化学式 PbSO4 で表される2価の鉛の硫酸塩である。
天然には方鉛鉱が酸化された結果として二次的に生成する、結晶の成長した硫酸鉛鉱として産出する。

## 合成
硝酸鉛(II)あるいは酢酸鉛(II)など水に可溶性の鉛塩水溶液に、希硫酸または硫酸塩水溶液を加えると白色沈殿として得られる。
{\displaystyle {\ce {Pb^{2+}(aq)\ + SO4^{2-}(aq) -> PbSO4}}}
鉛蓄電池の活物質としては酸化鉛(II)に希硫酸を加えて作ったペースト状のものが用いられるが、これはPbSO4·PbO、PbSO4·2PbO、PbSO4·3PbO、PbSO4·4PbOのような組成の各種塩基性塩を含む。
{\displaystyle {\ce {PbO + H2SO4 -> PbSO4 + H2O}}}

## 性質
無色の結晶または粉末であり、結晶は斜方晶系の硫酸バリウム型構造のものが安定であるが、単斜晶系の同質異像体も存在する。
水には難溶性であり、その溶解度積は以下の通りである。
{\displaystyle {\ce {PbSO4 <=> Pb^{2+}(aq)\ + SO4^{2-}(aq) ,}}} {\displaystyle K_{sp}=7.2{\times }10^{-8}}
過剰のアルカリ水溶液には鉛酸塩を生じて溶解するが、濃厚アルカリ水溶液の場合は酸化鉛(II)に変化する。
{\displaystyle {\ce {PbSO4 + 3 OH^- ->\ [Pb(OH)3]^- + SO4^{2-}}}}
濃硫酸に溶解させると硫酸水素鉛となる。
{\displaystyle {\ce {PbSO4 + H2SO4 -> Pb(HSO4)2}}}
酢酸塩および酒石酸塩水溶液には錯体を生成して溶解する。
1170℃で溶融するが、1000℃付近から分解が始まり二酸化硫黄および三酸化硫黄を発生しながら酸化鉛(II)あるいは四酸化三鉛となる。

## 用途
鉛蓄電池の正極および負極活物質として用いられる。ただし両極共に硫酸鉛(II)は放電された形態であり、充電により正極は酸化され酸化鉛(IV)に、負極は還元され単体鉛となる。
{\displaystyle {\ce {{PbO2}+{4H^{+}}+{SO4^{2-}}+2{\it {{e}^{-}}}<=>{PbSO4}+2H2O,}}} {\displaystyle E^{\circ }=1.698{\mbox{ V}}}
{\displaystyle {\ce {{PbSO4}+2{\it {{e}^{-}}}<=>{Pb}+SO4^{2-}\ ,}}} {\displaystyle E^{\circ }=-0.3505{\mbox{ V}}}